# 231446 Dayao
231446 Dayao este o planetă minoră (asteroid) din centura de asteroizi. A fost descoperită pe 10 aprilie 2007 la Xuyi County⁠(d) de Observatorul de pe Muntele Purpuriu⁠(d) și a fost numită după Dayao County⁠(d). 
Obiectul prezintă o orbită caracterizată de o semiaxă mare de 2,6296141724992 UAi, o excentricitate de 0,14704912608443, o înclinație de 13,490726040923 ° în raport cu ecliptica.